# Bataille de Walcourt
Guerre de la Ligue d'Augsbourg
Batailles
- Philippsbourg (1688)
- Sac du Palatinat (1689)
- Baie de Bantry (1689)
- Mayence (1689)
- Walcourt (1689)
- Fleurus (1690)
- Cap Béveziers (1690)
- La Boyne (1690)
- Limerick (1690)
- Staffarda (1690)
- Québec (1690)
- Coni (1691)
- Mons (1691)
- Leuze (1691)
- Aughrim (1691)
- La Hougue (1692)
- Namur (1692)
- Steinkerque (1692)
- Lagos (1693)
- Neerwinden (1693)
- La Marsaille (1693)
- Charleroi (1693)
- Saint-Malo (1693)
- Rivière Ter (1694)
- Camaret (1694)
- Texel (1694)
- Dieppe (1694)
- Bruxelles (1695)
- Namur (1695)
- Dogger Bank (1696)
- Carthagène (1697)
- Barcelone (1697)
- Baie d'Hudson (1697)

La bataille de Walcourt ou bataille de Valcourt eut lieu le 25 août 1689 près de l'ancienne ville fortifiée de Walcourt dans les Pays-Bas espagnols pendant la guerre de la Ligue d'Augsbourg.

## Contexte
En septembre 1688, les armées de Louis XIV envahissent la Rhénanie et assiègent la ville allemande de Philippsburg. Le roi de France espère contraindre les puissants princes allemands et l'empereur Léopold Ier à transformer la trêve de Ratisbonne du 15 août 1684 en une paix permanente, et confirmer ainsi les gains territoriaux de la guerre des Réunions. Les autres villes allemandes comme Oppenheim, Kaiserslautern, Heidelberg, et la forteresse de Mayence tombent successivement. Mais l'agression française, au lieu de mettre les princes allemands à genoux, les unit contre les armées de France. Ce qui ne devait être qu'une campagne de quelques mois se transforme en guerre de la Ligue d'Augsbourg.
En se déplaçant dans la Rhénanie, Louis dissipe les craintes d'une éventuelle attaque dans les Provinces-Unies, facilitant ainsi l'invasion de l'Angleterre par le prince Guillaume d'Orange en novembre.
Les succès de Guillaume d'Orange dans la Glorieuse Révolution, conduisent à son accession au trône d'Angleterre, en février 1689. L'Angleterre concentre alors toute sa puissance commerciale et militaire dans la lutte contre la France, et le 12 mai 1689 forme avec les Provinces-Unies une coalition, dont les objectifs ne consistent pas moins qu'à forcer la France à revenir dans ses frontières de la fin de la guerre de Trente Ans et de la guerre franco-espagnole, privant ainsi Louis XIV de toutes ses acquisitions depuis sa prise de pouvoir.
Pendant les premiers mois du conflit, le nouveau roi d'Angleterre est occupé à mater la rébellion jacobite en Angleterre et en Écosse, tandis que le roi de France est occupé le long du Rhin où les puissants princes allemands sont en train de rassembler leurs forces pour repousser les Français derrière le fleuve et prendre une revanche sur tous leurs échecs antérieurs. Les Pays-Bas espagnols ne sont qu'un front secondaire, mais deviennent rapidement le théâtre principal de la guerre.

## Prélude
Le 14 mai 1689, le maréchal d'Humières rassemble son armée sur la Sambre, près de Boussières où il a mobilisé 24 bataillons et 75 escadrons, soit un total de 24 000 hommes, pour faire campagne dans les Pays-Bas espagnols.
Guillaume III a confié au prince de Waldeck, âgé de 69 ans, le commandement général de 35 000 soldats parmi lesquels se trouve un contingent anglais de 8 000 hommes, sous les ordres de John Churchill, récemment créé comte de Marlborough. Guillaume est alors sceptique quant à la qualité des troupes anglaises qui manquent d'ordre et de discipline. Bien que Waldeck déplore alors leur « tempérament nonchalant et le misérable état de leurs vêtements et de leurs chaussures », il écrira plus tard qu'il espérait que les Anglais « ... deviendraient aussi disciplinés qu'ils étaient courageux ».
Des problèmes administratifs et l'arrivée tardive des contingents retardent l'offensive alliée dans la région jusqu'à la fin juin. Waldeck passe près de Tirlemont en direction de Fleurus. Les deux armées passent deux mois en marches et contre-marches en tentant de gagner un avantage stratégique. Le 24 août, le prince de Waldeck traverse la Sambre et campe près de Walcourt où il se satisfait de se trouver en territoire ennemi.

## La bataille
Le 25 août, des fourrageurs envoyés dans la campagne environnante, escortés par 600 soldats du régiment anglais du colonel Hodges, sont attaqués à 2 miles au sud de Walcourt. Cet endroit désigné par le nom « forge » correspond à l'ancienne forge de Féronval près de Silenrieux.
Pendant près de deux heures, Hodges empêche le développement de l'avant-garde française, et couvre la retraite des fourrageurs surpris avant de se retirer dans un moulin qui se trouve à proximité.
À 11 heures, Marlborough arrive en vue de l'engagement. Remarquant que Hodges est attaqué par plusieurs batteries françaises, il lui ordonne de se retirer derrière une colline à l'Est de Walcourt, où le gros des forces alliées attend de pied ferme les Français
Malgré l'incapacité de ses troupes à venir à bout de la petite unité de Hodges, d'Humières décide de passer à l'attaque de Walcourt, occupée par 600 hommes. Même si les défenses de la ville sont vétustes, celle-ci se situe sur une colline entourée en partie par une rivière. Le terrain n'est donc pas favorable aux Français. Néanmoins, plusieurs attaques successives sont lancées. Les Français subissent de lourdes pertes dues aux canons postés en enfilade. Malgré tous, le maréchal français persiste, et envoie une partie des gardes françaises pour essayer de prendre les portes de Walcourt. La tentative échoue et, vers 14 heures, les renforts du Coldstream Guard et d'un bataillon allemand parviennent à la garnison de la ville.
D'Humières se voit contraint d'élargir la bataille et ses hommes sont désormais jetés dans une attaque improvisée contre l'aile droite alliée, au-delà de la ville. Vers 18 heures, Waldeck lance une double contre-attaque contre les Français déjà épuisés : Les Néerlandais du général Slangenberg sur la gauche, et Marlborough, à la tête de la Life Guard et des Blues (appuyée par deux régiments de fantassins), sur la droite. Les Français reculent dans le désarroi. L'intervention de la cavalerie française, commandée par le colonel Villars, les sauve néanmoins de la déroute.

## Conséquences
Les Français font les frais de la bataille avec quelque 2 000 victimes alors que les alliés en dénombrent moins de 300.
Waldeck ne tente pas de donner suite à ce succès. Pendant quelques jours, les deux armées restent face à face, se bornant à se canonner l'une l'autre à tour de rôle. Waldeck rentre à Bruxelles. D'Humières, humilié, retourne dans la région de l'Escaut. Sa réputation militaire reçoit un coup fatal et, à la fin de la campagne de 1690, il est remplacé par le duc de Luxembourg.
Pour Guillaume III et l'Alliance, cette victoire est de bon augure pour le déclenchement de la guerre.

## Sources
- (en) Cet article est partiellement ou en totalité issu de l’article de Wikipédia en anglais intitulé « Battle of Walcourt » (voir la liste des auteurs) dans sa version du 17 octobre 2007.
- Histoire d'Angleterre Depuis 1760 jusqu'à la fin du règne de Georges III par Smollett et Adolphéus - David Hume - 1821
- Silenrieux (1er complément) 2012  (ISBN 978-2-9600695-1-8), page 43 et suivante